# Bremermissionen
Bermermissionen är det vanliga namnet på Nordtyska missionssällskapet, som grundades 1836 för att tillvarata missionsintresset i nordvästra Tyskland.
Från 1847 verkade man i Togo där man även ägnade sig åt etnografisk forskning.